# Gârla Pinului
Gârla Pinului este un curs de apă, afluent al râului Bălăneasa. 

## Hărți
- Harta Județului Buzăului